# Aglaojoppa unicolorata
Aglaojoppa unicolorata är en stekelart som beskrevs av Heinrich 1968. Aglaojoppa unicolorata ingår i släktet Aglaojoppa och familjen brokparasitsteklar. Inga underarter finns listade i Catalogue of Life.